# Un bébé à bord
Pour plus de détails, voir Fiche technique et Distribution.
Un bébé à bord (Baby on Board) est une comédie américaine réalisée par Brian Herzlinger (en), sortie en 2009.

## Synopsis
Angela et Curtis sont mariés, amoureux et réussissent tous les deux leur vie professionnelle. Mais un jour, Angela découvre qu’elle est enceinte et tout se complique ! Suspicions de tromperie, remise en cause de son désir d'enfant… Aucun des deux n’arrive à se réjouir de l'arrivée du bébé.

## Fiche technique
- Titre original : Baby on Board
- Titre français : Un bébé à bord
- Réalisation : Brian Herzlinger
- Scénario : Michael Hamilton-Wright et Russell Scalise
- Pays d'origine :  Canada
- Durée : 95 minutes

## Distribution
- Jerry O'Connell (VF : Thierry Wermuth) : Curtis Marks
- Heather Graham (VF : Marie-Laure Dougnac) : Angela Marks
- John Corbett (VF : Jérôme Keen) : Danny Chambers
- Lara Flynn Boyle (VF : Anne Deleuze) : Mary Radcliffe
- Katie Finneran : Sylvia Chambers
- Anthony Starke (VF : Sam Salhi) : Docteur Taylor
- Brian Sillis : Raphy
- Heather Prete : Madame Jenkins
- Jessica Zorn : Meghan
- Jaiden Hidalgo : Ryan
- Kirk Anderson : Monsieur Rhohe
- Peggy Roeder : Ella
- Bob Weagant : Morris Jenkins
- Keith Uchima : Monsieur Namashuto
- Sherry Shaoling : Candy
- Pam Levin : Mademoiselle Black
- Cindy Chang : Madame Kang
- Alana Arenas : l'infirmière
- Nevena Milicevic : la fille sexy
- Nolan Grey : le bébé

Source et légende : version française (VF) sur RS Doublage